# Roman Bürki
Roman Bürki (Münsingen, Elveția, 14 noiembrie 1990) este un fotbalist elvețian, care joacă pe post de portar la St. Louis City SC⁠(d) în Major League Soccer. Pe plan internațional, are prezențe la națională pentru Elveția și Elveția U21⁠(d). Este fratele mai mare al fundașului Marco Bürki.